# Генотип

Тут співвідношення між генотипом і фенотипом проілюстровано за допомогою квадрата Пеннета для характеристики кольору пелюсток у гороху. Літери B і b представляють гени кольору, малюнки показують вислідні квіти.

Геноти́п — сукупність генів певного організму. На відміну від поняття генофонд, генотип характеризує особину, а не вид. Подібне поняття геном позначає сукупність генів, які містяться в гаплоїдному (одинарному) наборі хромосом даного організму. Разом з факторами зовнішнього середовища геном визначає фенотип організму.
Термін «генотип» нарівні з термінами «ген» і «фенотип» ввів генетик  В. Л. Йогансен в 1909 р. у своїй науковій роботі «Елементи точного вчення спадковості».
Зазвичай про генотип говорять в контексті певного гена, у поліплоїдних особин він означає комбінацію алелів певного гена. Більшість генів проявляються у фенотипі організму, але фенотип і генотип відрізняються за такими показниками:
- за джерелом інформації (генотип визначається при вивченні ДНК особини, фенотип реєструється при спостереженні зовнішнього вигляду організму).
- генотип не завжди відповідає одному і тому ж фенотипу. Деякі гени проявляються у фенотипі тільки за певних умов. З іншого боку, деякі фенотипи, наприклад, забарвлення шерсті тварин, є результатом взаємодії декількох генів за типом комплементарності.

## Ресурси Інтернету
- Genetic nomenclature [Архівовано 31 жовтня 2020 у Wayback Machine.]

## Виноски
1. ↑  http://bse.sci-lib.com/article056289.html [Архівовано 8 грудня 2015 у Wayback Machine.] Иогансен Вильгельм Людвиг

| ДНК | Це незавершена стаття з генетики. Ви можете допомогти проєкту, виправивши або дописавши її. |